# NGC 339
NGC 339 är en öppen stjärnhop i Lilla magellanska molnet i stjärnbilden Tukanen. Den upptäcktes den 18 september 1835 av John Herschel.